# Taro Aso
Taro Aso (Japans: 麻生太郎, Asō Tarō) (Iizuka, 20 september 1940) is een Japans politicus voor de Liberaal-Democratische Partij (LDP). Hij is sinds 26 december 2012 minister van Financiën en vicepremier, eerst onder premier Shinzo Abe en sinds 2020 onder premier Yoshihide Suga.
Van 24 september 2008 tot 16 september 2009 was Aso zelf premier van Japan en voorzitter van de LDP. Daarvoor was hij minister van Buitenlandse Zaken onder Junichiro Koizumi en Shinzo Abe. Taro Aso werd gezien als een van de mogelijke favorieten om Abe op te volgen, maar verloor in september 2006 de verkiezing tot partijvoorzitter van rivaal Yasuo Fukuda. Op 22 september 2008 volgde hij Fukuda als partijvoorzitter op.

## Persoon
Aso werd geboren te Iizuka, Fukuoka op het zuidelijke eiland Kyūshū en is rooms-katholiek. Net als Abe heeft hij familiale banden met invloedrijke personen in de Japanse samenleving. Zijn vader, Takakichi Aso, was de directeur van Aso Cement Company en medewerker van de beruchte premier Kakuei Tanaka. Taro Aso's moeder was de dochter van premier Shigeru Yoshida, de grondlegger van het Japanse naoorlogse economische wonder. Taro Aso is verder ook de achter-achterkleinzoon van Toshimichi Okubo, een vooraanstaande samurai uit Satsuma (een vroeger feodaal domein op Kyushu) en een van de leiders van de Meiji-restauratie. Aso's jongere zus Nabuko is een aangetrouwde nicht van keizer Akihito.
Aso was korte tijd hoofd van de familieonderneming, de Aso Group. In 2008 was de Japanse regering gedwongen toe te geven, dat van april 1945 tot de Japanse capitulatie driehonderd krijgsgevangenen, waaronder Nederlanders, hebben gewerkt in de kolenmijn van de familie in Fukuoka. Twee van de 197 tewerkgestelde Australiërs kwamen er om het leven. De onderneming maakte tijdens de koloniale overheersing van Korea ook gebruik van burgers uit dat land, zoals zoveel ondernemingen in die tijd.

## Politieke loopbaan
Aso werd in oktober 1979 verkozen tot lid van het Lagerhuis en is sindsdien acht maal herkozen. In 2003 werd hij minister van Binnenlandse Zaken, Post en Communicatie in het kabinet van toenmalig premier Junichiro Koizumi. Aso was lid van Kono-factie binnen de LDP. Met de aanstelling van Aso als minister probeerde Koizumi Yohei Kono's kritiek in te perken.
Aso was een van de kandidaten om de in 2006 ontslagnemende Koizumi op te volgen. Zijn tegenstanders waren Shinzo Abe en Yasuo Fukuda. Aso moest echter onderdoen voor Shinzo Abe die van kinds af aan als een gedoodverfde premier werd beschouwd (Abes bijnaam was "de Prins"). Abe won de interne verkiezingen van de LDP om partijvoorzitter te worden (en zo dus premier).
Zowel Aso en Abe zijn conservatieven en hebben geregeld confronterende uitspraken gedaan wat betreft buitenlandse relaties met Noord-Korea en China. Abe was echter veel meer gemodereerd, waar Aso een havik is. Als havik is Aso dan ook zeer geliefd bij het volk. Taro Aso werd minister van Buitenlandse Zaken in het kabinet van Abe.
Op 12 september 2006 kondigde Shinzo Abe zijn aftreden aan wegens een tanende populariteit bij de bevolking en ziekte. Taro Aso werd meteen gezien als een van de mogelijke opvolgers. Op 14 september 2007 kondigde Taro Aso aan dat hij ook daadwerkelijk kandidaat was voor de post. Hij ondervond echter opnieuw concurrentie van Yasuo Fukuda, zoon van Takeo Fukuda. In de strijd om het voorzitterschap kan men opmerken dat de strijd tussen de oude Tanaka- en Fukuda-facties van de jaren zeventig nog steeds zeer aanwezig is binnen de LDP. Taro Aso verloor de interne LDP verkiezing van zijn rivaal Fukuda. Fukuda zal zo vrijwel zeker tot premier benoemd worden op 25 september 2007.
Na de verkiezingen van 2012 werd Aso op 26 december 2012 vicepremier en minister van Financiën in het kabinet van minister-president Shinzo Abe. Hij behield zijn functie toen Abe in 2020 opgevolgd werd door Yoshihide Suga.

## Controversieel
- Op een vergadering van de Kono-factie in 2001 zei Aso dat "die burakumin niet premier mogen worden". Een uitspraak gericht aan het adres van Hiromura Nonaka, een burakumin lid van het parlement. Burakumin zijn een segment van de Japanse bevolking die als onrein worden gezien. Dit komt door hun historische rol betreffende allerlei beroepen die door de Japanners als minderwaardig werden beschouwd. Burakumin zijn bijgevolg een taboe-onderwerp.
- In 2001 was hij minister economie en beweerde dat hij "Japan een land wou maken waar rijke joden graag zouden leven".
- Op 15 oktober 2005 was hij vol lof over zijn vaderland aangezien '"enkel in Japan je één taal, één samenleving, één ras, één cultuur terugvindt".
- Op 21 december 2005 beweerde Aso dat China "een buurland is met één miljard inwoners bewapend met kernwapens en verhoogde militaire uitgaven met dubbele cijfers gedurende zeventien jaar lang, en het is onduidelijk wat met die uitgaven gebeurt. Dit is het begin van een grote bedreiging."
- Op 28 januari 2006 verzocht hij openlijk dat de keizer het omstreden Yasukuni-schrijn zou bezoeken. In het Yasukuni-schrijn worden Japans gesneuvelde soldaten herdacht, waaronder ook die van de Tweede Wereldoorlog. Bijgevolg zijn bezoeken aan het Yasukuni-schrijn een reden tot agitatie bij de buurlanden.
- Op 9 maart 2006 liet hij uitschijnen in de Mainichi Shimbun dat hij Taiwan geen onderdeel vindt van de Volksrepubliek China. De Volksrepubliek China beschouwt Taiwan als onderdeel van haar grondgebied, iets dat tegengesproken wordt door Taiwan. De kwestie is een zeer gevoelige snaar in de regionale relaties tussen Taiwan, China, maar ook Japan. Japan heeft al laten uitschijnen dat enig ingrijpen van een buitenlandse macht in Taiwan een noodzakelijke Japanse reactie kan uitlokken.
- In januari 2013 verkondigde Aso het standpunt dat ouderen de kans moeten hebben hun leven niet nodeloos te rekken. Hij zei onder andere dat een vroegtijdige dood van de vele ouderen die Japan telt 'een interessante besparing' is en 'je toch niet met een gerust hart kan gaan slapen als je weet dat je bekostigd wordt door de staat', waarna zijn oproep was: 'Haast je en sterf'.[3]

## Otaku
Taro Aso beweert zelf een hevig mangafanaat te zijn oftewel een otaku. Hij zou elke week tien tot twintig manga lezen. Tijdens zijn ambt als minister van Buitenlandse Zaken in 2007 stichtte hij de International MANGA Award voor niet-Japanse mangatekenaars.